# 2013 VS46
2013 VS46 est un objet transneptunien du disque des objets épars avec un diamètre estimé à environ 185 km.